# Юнацька збірна Північної Кореї з футболу (U-17)
Юнацька збірна Північної Кореї з футболу (U-17) — національна футбольна збірна Північної Кореї, що складається із гравців віком до 17 років. Керівництво командою здійснює Асоціація футболу КНДР.
Головним континентальним турніром для команди є Юнацький кубок Азії, який з 2008 року розігрується серед команд з віковим обмеженням до 16 років, і успішний виступ на якому дозволяє отримати путівку на Чемпіонат світу (U-17). Також може брати участь у товариських і регіональних змаганнях.
Протягом 1980-х років брала участь у відбіркових турнірах на світову першість у форматі U-16.

## Виступи на міжнародних турнірах

### Чемпіонат світу (U-17)
| Статистика чемпіонатів світу (U-17) | Статистика чемпіонатів світу (U-17) | Статистика чемпіонатів світу (U-17) | Статистика чемпіонатів світу (U-17) | Статистика чемпіонатів світу (U-17) | Статистика чемпіонатів світу (U-17) | Статистика чемпіонатів світу (U-17) | Статистика чемпіонатів світу (U-17) | Статистика чемпіонатів світу (U-17) |
| Господар / Рік                      | Результат                           | І                                   | В                                   | Н                                   | П                                   | Г+                                  | Г-                                  |                                     |
| ----------------------------------- | ----------------------------------- | ----------------------------------- | ----------------------------------- | ----------------------------------- | ----------------------------------- | ----------------------------------- | ----------------------------------- | ----------------------------------- |
| 1985                                | відмовилися від участі              | відмовилися від участі              | відмовилися від участі              | відмовилися від участі              | відмовилися від участі              | відмовилися від участі              | відмовилися від участі              |                                     |
| 1987                                | не кваліфікувалася                  | не кваліфікувалася                  | не кваліфікувалася                  | не кваліфікувалася                  | не кваліфікувалася                  | не кваліфікувалася                  | не кваліфікувалася                  |                                     |
| 1989                                | не кваліфікувалася                  | не кваліфікувалася                  | не кваліфікувалася                  | не кваліфікувалася                  | не кваліфікувалася                  | не кваліфікувалася                  | не кваліфікувалася                  |                                     |
| 1991                                | не кваліфікувалася                  | не кваліфікувалася                  | не кваліфікувалася                  | не кваліфікувалася                  | не кваліфікувалася                  | не кваліфікувалася                  | не кваліфікувалася                  |                                     |
| 1993                                | не кваліфікувалася                  | не кваліфікувалася                  | не кваліфікувалася                  | не кваліфікувалася                  | не кваліфікувалася                  | не кваліфікувалася                  | не кваліфікувалася                  |                                     |
| 1995                                | не кваліфікувалася                  | не кваліфікувалася                  | не кваліфікувалася                  | не кваліфікувалася                  | не кваліфікувалася                  | не кваліфікувалася                  | не кваліфікувалася                  |                                     |
| 1997                                | не кваліфікувалася                  | не кваліфікувалася                  | не кваліфікувалася                  | не кваліфікувалася                  | не кваліфікувалася                  | не кваліфікувалася                  | не кваліфікувалася                  |                                     |
| 1999                                | не кваліфікувалася                  | не кваліфікувалася                  | не кваліфікувалася                  | не кваліфікувалася                  | не кваліфікувалася                  | не кваліфікувалася                  | не кваліфікувалася                  |                                     |
| 2001                                | відмовилися від участі              | відмовилися від участі              | відмовилися від участі              | відмовилися від участі              | відмовилися від участі              | відмовилися від участі              | відмовилися від участі              |                                     |
| 2003                                | не кваліфікувалася                  | не кваліфікувалася                  | не кваліфікувалася                  | не кваліфікувалася                  | не кваліфікувалася                  | не кваліфікувалася                  | не кваліфікувалася                  |                                     |
| 2005                                | чвертьфінали                        | 4                                   | 1                                   | 1                                   | 2                                   | 7                                   | 7                                   |                                     |
| 2007                                | 1/8 фіналу                          | 4                                   | 1                                   | 1                                   | 2                                   | 3                                   | 10                                  |                                     |
| 2009                                | не кваліфікувалася                  | не кваліфікувалася                  | не кваліфікувалася                  | не кваліфікувалася                  | не кваліфікувалася                  | не кваліфікувалася                  | не кваліфікувалася                  |                                     |
| 2011                                | груповий етап                       | 3                                   | 0                                   | 2                                   | 1                                   | 3                                   | 5                                   |                                     |
| 2013                                | не кваліфікувалася                  | не кваліфікувалася                  | не кваліфікувалася                  | не кваліфікувалася                  | не кваліфікувалася                  | не кваліфікувалася                  | не кваліфікувалася                  |                                     |
| 2015                                | 1/8 фіналу                          | 4                                   | 1                                   | 1                                   | 2                                   | 3                                   | 7                                   |                                     |
| 2017                                | груповий етап                       | 3                                   | 0                                   | 0                                   | 3                                   | 0                                   | 5                                   |                                     |
| 2019                                | не кваліфікувалася                  | не кваліфікувалася                  | не кваліфікувалася                  | не кваліфікувалася                  | не кваліфікувалася                  | не кваліфікувалася                  | не кваліфікувалася                  |                                     |
| 2021                                | не визначено                        | не визначено                        | не визначено                        | не визначено                        | не визначено                        | не визначено                        | не визначено                        |                                     |
| Усього                              | 5/19                                | 18                                  | 3                                   | 5                                   | 10                                  | 16                                  | 34                                  |                                     |

### Юнацький кубок Азії з футболу
| Юнацький кубок Азії | Юнацький кубок Азії    | Юнацький кубок Азії    | Юнацький кубок Азії    | Юнацький кубок Азії    | Юнацький кубок Азії    | Юнацький кубок Азії    | Юнацький кубок Азії    | Юнацький кубок Азії |
| Господар / Рік      | Результат              | І                      | В                      | Н                      | П                      | Г+                     | Г-                     |                     |
| ------------------- | ---------------------- | ---------------------- | ---------------------- | ---------------------- | ---------------------- | ---------------------- | ---------------------- | ------------------- |
| 1985                | відмовилися від участі | відмовилися від участі | відмовилися від участі | відмовилися від участі | відмовилися від участі | відмовилися від участі | відмовилися від участі |                     |
| 1986                | четверте місце         | 5                      | 0                      | 3                      | 2                      | 4                      | 7                      |                     |
| 1988                | Раунд 1                | 4                      | 0                      | 1                      | 3                      | 4                      | 10                     |                     |
| 1990                | не кваліфікувалася     | не кваліфікувалася     | не кваліфікувалася     | не кваліфікувалася     | не кваліфікувалася     | не кваліфікувалася     | не кваліфікувалася     |                     |
| 1992                | четверте місце         | 5                      | 2                      | 1                      | 2                      | 9                      | 4                      |                     |
| 1994                | не кваліфікувалася     | не кваліфікувалася     | не кваліфікувалася     | не кваліфікувалася     | не кваліфікувалася     | не кваліфікувалася     | не кваліфікувалася     |                     |
| 1996                | не кваліфікувалася     | не кваліфікувалася     | не кваліфікувалася     | не кваліфікувалася     | не кваліфікувалася     | не кваліфікувалася     | не кваліфікувалася     |                     |
| 1998                | Раунд 1                | 4                      | 2                      | 0                      | 2                      | 5                      | 6                      |                     |
| 2000                | відмовилися від участі | відмовилися від участі | відмовилися від участі | відмовилися від участі | відмовилися від участі | відмовилися від участі | відмовилися від участі |                     |
| 2002                | не кваліфікувалася     | не кваліфікувалася     | не кваліфікувалася     | не кваліфікувалася     | не кваліфікувалася     | не кваліфікувалася     | не кваліфікувалася     |                     |
| 2004                | віце-чемпіон           | 6                      | 2                      | 2                      | 2                      | 6                      | 4                      |                     |
| 2006                | віце-чемпіон           | 5                      | 3                      | 0                      | 2                      | 14                     | 9                      |                     |
| 2008                | не кваліфікувалася     | –                      | –                      | –                      | –                      | –                      | –                      |                     |
| 2010                | переможець             | 6                      | 5                      | 1                      | 0                      | 13                     | 3                      |                     |
| 2012                | Раунд 1                | 3                      | 1                      | 0                      | 2                      | 2                      | 7                      |                     |
| 2014                | переможець             | 6                      | 3                      | 2                      | 1                      | 12                     | 6                      |                     |
| 2016                | півфінали              | 5                      | 2                      | 2                      | 1                      | 9                      | 6                      |                     |
| 2018                | чвертьфінали           | 4                      | 2                      | 2*                     | 0                      | 7                      | 4                      |                     |
| Усього              | 11/18                  | 53                     | 22                     | 14*                    | 17                     | 82                     | 66                     |                     |